# Sanzo Wada
Sanzo Wada (和田 三造, Wada Sanzō, 3 de março de 1883 – 22 de agosto de 1967) é um figurinista e pintor japonês. Venceu o Oscar de melhor figurino na edição de 1954 por Jigokumon.